# Gallus Kopf
Gallus Kopf († 3. Juli 1519) war Bibliothekar des Klosters St. Gallen.
Kopf war in St. Gallen einer der Professen unter Abt Gotthard Giel von Glattburg, der 1504 starb. 1504 gehörte er zu jenen Konventualen, die Franz von Gaisberg zum neuen Abt wählten. Dieser ernannte ihn 1506 zum Subdekan. Sein Amt war das des Zuchtmeisters. Damit sollte er Schüler zum Studium und zu guter Zucht anhalten, vor Trunksucht und aller Leichtfertigkeit bewahren, so oft es nötig war den Gesangproben zuführen und dazu zu ermahnen, den Kellermeister in der Besorgung des Speisesaales zu unterstützen.
Ab 1505 betreute er die Klosterbibliothek Gallus Kopf nahm 1514 teil an der Heiligsprechung von St. Notker.